# Nephtys neopolybranchia
Nephtys neopolybranchia är en ringmaskart som beskrevs av Imajima och Hisayoshi Takeda 1987. Nephtys neopolybranchia ingår i släktet Nephtys och familjen Nephtyidae. Inga underarter finns listade i Catalogue of Life.